# آرون سكوت (راقص باليه)
آرون سكوت (بالإنجليزية: Arron Scott)‏ هو راقص باليه أمريكي، ولد في 1985 في لويستاون في الولايات المتحدة.